# ثراء

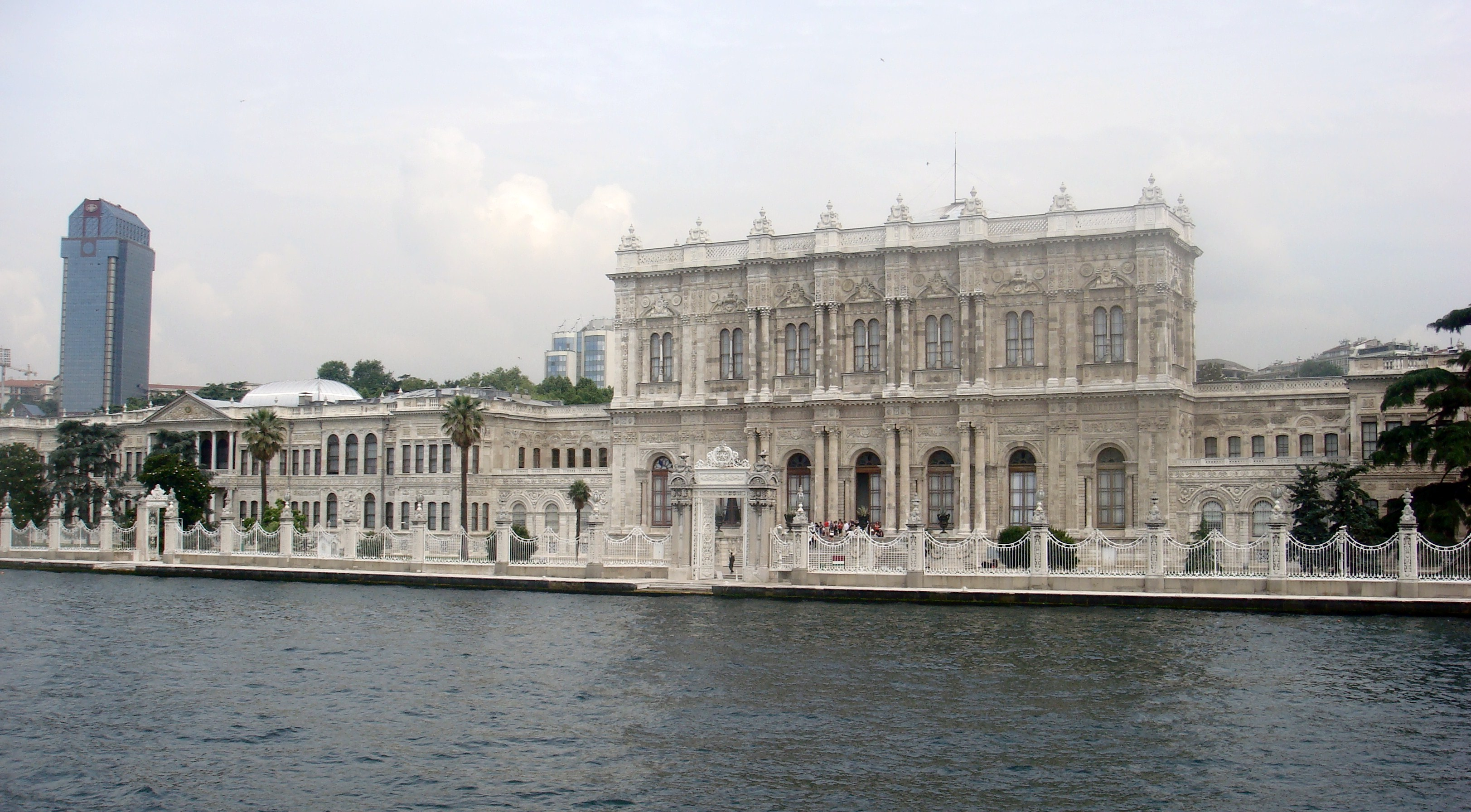
قصر يلدز، يسكنه الأثرياء.

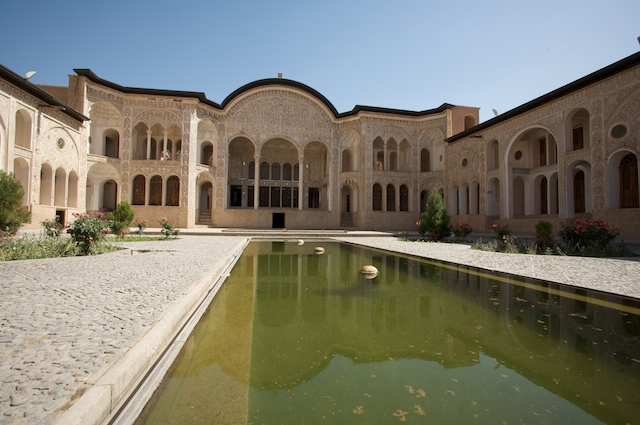
القصور من علامات الثراء - هذا في قاشان.

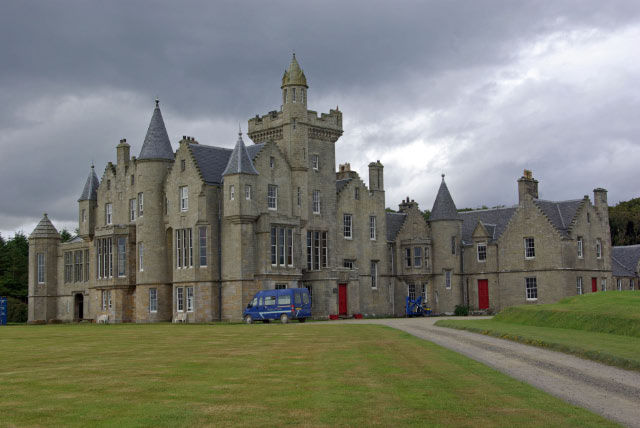
القلعة تعد من الثراء.

الثروة تشير إلى الشيء الثمين مادياً أو معنوياً. تعد الثروات من أساسات قيام الأمم وبقائها. الثروات المعنوية مثل القراءة والتعليم وغيرها.
والثراء امتلاك الثروة، والثري مالكها. أما الغنى فالاستغناء عن الغير ويجمع الغني ما بين الاستقلالية والثراء.

## لغوياً
ثَرِيَ ثَرِيَ َ ثَراًء: كَثُرَ مالُه؛ أي كثير المال. والجمع أَثْرياءُ: وهي صفة مشبَّهة تدلّ على الثبوت من ثرا وثرِيَ
- وثَرِيَ الأرض: نَدِيَتْ ولانت. فهي ثَرِيَّةٌ، وثَرياءُ.
- ثرا: زاد مالُه، «ثرا التاجر في زمن وجيز».[1]

## تعريف
- الإنسان الثري وبحسب دراسة حديثة أجراها مصرف UBS، فإن الرجل الثري قد يكون مصطلحاً لمن يمتلكون على الأقل ثروات تقدر بـ 5 ملايين دولار منها مليون في صورة سيولة.

وشملت تلك الدراسة عند إجرائها مجموعة مكونة من 4450 مستثمراً. وتفاوتت إجاباتهم من مجموعة لأخرى، وتبين من النتائج أن حوالي 60 % منهم ممن يمتلكون ثروة قدرها 5 ملايين دولار يعتبرون أنفسهم أثرياء، بينما أشار 28 % منهم ممن تتراوح ثرواتهم بين مليون و5 مليون دولار إلى أنهم يعتبرون أنفسهم أثرياء.
- الثري هو الذي يمتلك كل ما يلزمه لكي يحيا حياة كريمة مكتملة الجوانب وناجحة، حياة تليق بخليفة الله في الأرض، فمن ذلك مثلاً أن يمتلك الإنسان المال الكافي لشراء جميع احتياجاته الأساسية من مسكن صحي متسع يليق بحياة كريمة، ومن ملبس لائق يحفظ كرامته بين الناس، ومن مأكلٍ مغذٍ يمده بالصحة الوافرة، ومن علاج وتطبيب إذا لزم الأمر.

ولكي يتمكن من الحصول على القدر الكافي من التعليم ومن تنمية المهارات والقدرات الشخصية والوصول بها إلى أرقى درجة ممكنة، ولا بد له أيضاً من امتلاك المال اللازم لتلبية جميع احتياجاته المادية والنفسية والروحية الأخرى فمن ذلك أن يتزوج وأن ينجب الأطفال، ومن ذلك أيضاً أن يجد المكان المناسب لممارسة الرياضة ولممارسة الهوايات والأنشطة المختلفة ... إلخ؛ وبسبب تقدم الحضارة الإنسانية وتطورها أصبح الإنسان العادي – رجلاً كان أم امرأة – يحتاج لقدر كبير جداً من المال لكي يحقق النجاح في الحياة ولكي يصل إلى كل ما هو مؤهل له وإلى كل ما يريد تحقيقه لنفسه ولمن معه.

## أمثلة بعض الأمم

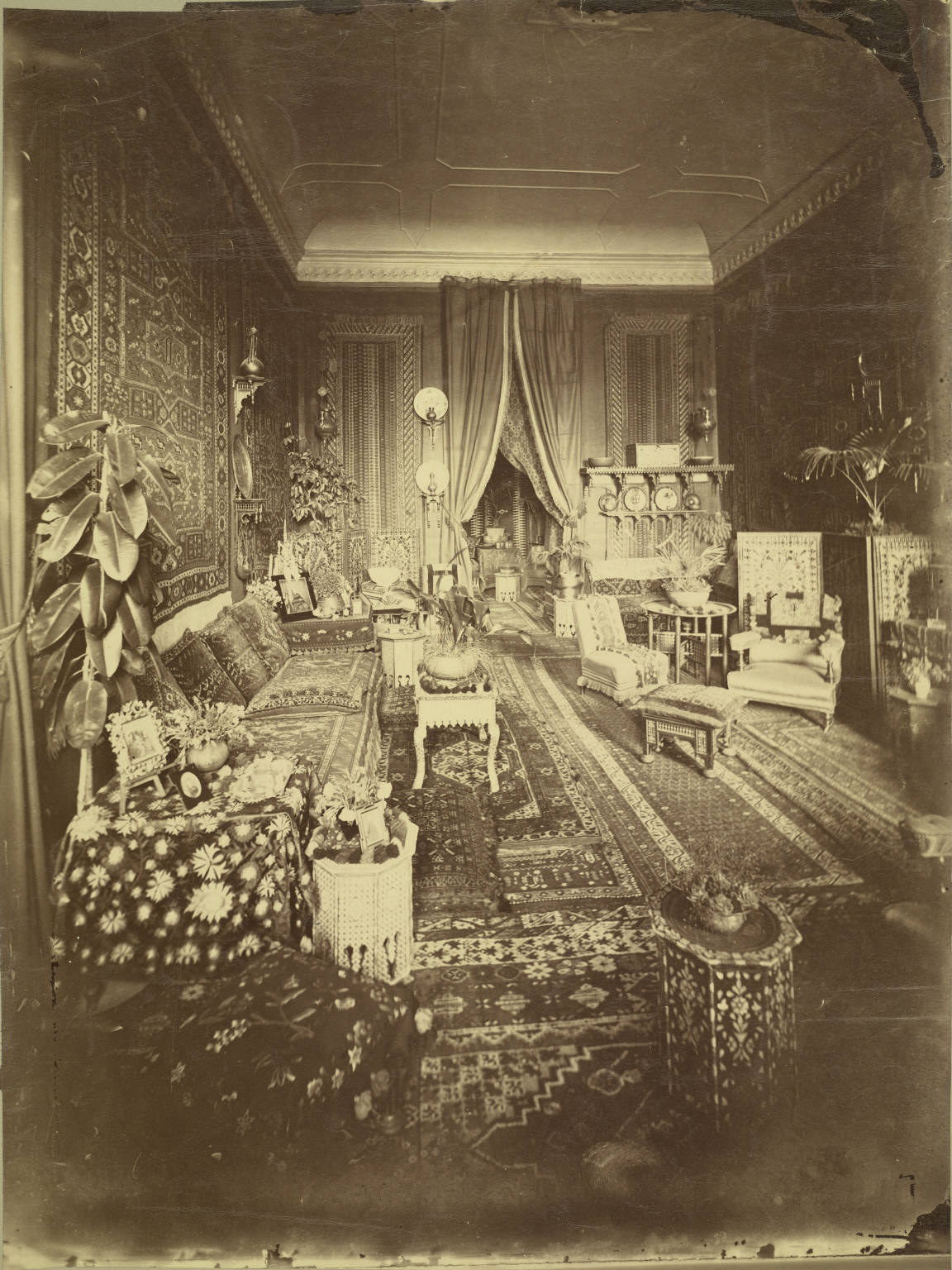
أثاث فخم

- جنوب أفريقيا قامت بواسطة الثروة المعدنية التي تتمثل في الذهب.[4]
- الدولة الإسلامية قامت ونقلت عن الأمم علومها وطورت في مختلف العلوم[5] واكتشفت علوم جديدة مثل الجبر[6] واختراعات جديدة مثل البوصلة وأدوات التشريح والكثير من الاختراعات التي لازلات تُستعمل في عصرنا الحالي.
- الولايات المتحدة الأمريكية قامت على الثروة المعدنية والعلوم الحديثة.
- مصر القديمة قامت على الزراعة وقاموا بالصنع منها صناعات كثيرة.